# Коттонпорт (Луїзіана)
Коттонпорт (англ. Cottonport) — місто (англ. town) в США, в окрузі Авуаель штату Луїзіана. Населення — 2023 особи (2020).

## Географія
Коттонпорт розташований за координатами 30°59′21″ пн. ш. 92°3′3″ зх. д. / 30.98917° пн. ш. 92.05083° зх. д. (30.989174, -92.050952).  За даними Бюро перепису населення США в 2010 році місто мало площу 5,19 км², уся площа — суходіл.

## Демографія
Згідно з переписом 2010 року, у місті мешкало 2006 осіб у 773 домогосподарствах у складі 508 родин. Густота населення становила 386 осіб/км².  Було 869 помешкань (167/км²).
Расовий склад населення:
| - 52,8 % — чорних або афроамериканців - 44,9 % — білих - 0,5 % — азіатів - 0,3 % — корінних американців |

До двох чи більше рас належало 1,0 %. Частка іспаномовних становила 0,9 % від усіх жителів.
За віковим діапазоном населення розподілялося таким чином: 30,2 % — особи молодші 18 років, 56,7 % — особи у віці 18—64 років, 13,1 % — особи у віці 65 років та старші. Медіана віку мешканця становила 33,1 року. На 100 осіб жіночої статі у місті припадало 81,0 чоловіків;  на 100 жінок у віці від 18 років та старших — 73,3 чоловіків також старших 18 років.
Середній дохід на одне домашнє господарство  становив 41 798 доларів США (медіана — 28 393), а середній дохід на одну сім'ю — 45 498 доларів (медіана — 32 576). За межею бідності перебувало 34,4 % осіб, у тому числі 44,7 % дітей у віці до 18 років та 35,1 % осіб у віці 65 років та старших.
Цивільне працевлаштоване населення становило 652 особи. Основні галузі зайнятості: освіта, охорона здоров'я та соціальна допомога — 32,2 %, мистецтво, розваги та відпочинок — 15,8 %, роздрібна торгівля — 12,9 %.